# نصر سمعان
نصر سليم عيسى سمعان (1905 - 10 مايو 1967) شاعر سوري - برازيلي. ولد في بلدة القصير في محافظة حمص. ترك المدرسة في سن مبكّرة، وهاجر إلى البرازيل عام 1920، ليعمل بالتجارة. اشترك في تأسيس العصبة الأندلسيّة. وكان الشاعر الأبرز في النادي الحمصي، الذي كان أكبر نادٍ في المهاجر الأمريكية. شعره لم يطبع في ديوان إلا في 1972 بعنوان ديوان نصر سمعان، شاعر العروبة.

## سيرته
ولد نصر بن سليم بن عيسى سمعان سنة 1905 أو 1904 في بلدة القصير بحمص ونشأ بها. تلقى دروسه الابتدائية من معلمي قريته سابا، وعبد المسيح كرامة. ثم التحق بالمدارس العلمية الأرثوذكسية في حمص 1913، ثم هاجر إلى البرازيل عام 1920 للتجارة ولم يكن موفقًا فيها.

لم يتح له دخول المدارس في المهجر فعكف على المطالعة وقراءة دواوين الشعر العربي وتثقيف نفسه ذاتيًا حتى أستطاع أن يصبح شاعرًا مرموقًا. اشترك في تأسيس العصبة الأندلسية وكان أبرز الشعراء الحمصيين في النادي. 

توفي في 10 مايو 1967 في مدينة سان باولو بالبرازيل. 

## شعره
لم يتمكن من طباعة ديوانه الوحيد في حياته لضيق ذات اليد فتألفت لجنة بعد وفاته لطبع ديوانه وجمعت قصائده وصدرت عام 1972 بسعي رشيد شكور الذي كتب مقدمة للديوان. ذكرت في معجم البابطين عن شاعريته «شاعر له رؤية وإن ارتبط شعره بالمناسبات وخاصة الاجتماعية والوطنية، كانت المناسبات لديه مجرد إطار يستثمره للتعبير عن مشاعره تجاه وطنه والثورة على الظلم، تتجلى في قصائده قوة الإيمان بالعروبة والحنين إلى الأوطان وبسط ما فيها من تخلف وتعصب، اهتمت قصائده بطبيعة حمص ومواطن الجمال فيها، وكشفت عن خبراته بالحياة وفلسفته فيها، حافظ على الإطار التقليدي للقصيدة العربية، عروضًا وأغراضًا وقافية موحدة.»

## بيبليوغرافيا
- عتبات النص في ديوان الشاعر المهجري نصر سمعان، حسان أحمد قمحية